# Felix Catovsky
Felix Catovsky (în idiș ‏פֿאַליק קאַטאָװסקי; rusă Фалик Катовский; n. 1908, Basarabia, Imperiul Rus – d. 19 iulie 1993, Buenos Aires, Argentina) a fost un evreu basarabean, jurnalist și romancier argentinian. A publicat și sub pseudonimul Feter Falik („unchiul Falik”).

## Biografie
S-a născut în colonia evreiască Vertiujeni (acum în raionul Florești, Republica Moldova) din ținutul Soroca, gubernia Basarabia, (Imperiul Rus), în familia lui Herș, care era cizmar și Esther Kotovski A fost vărul scriitorului Falik Lerner.
În 1930 a emigrat în Argentina. Acolo a lucrat ca jurnalist și editor pentru ziarele în idiș Undzer Labm („Viața noastră”) și Di Prese („Presă”) din Buenos Aires. A publicat de asemenea eseuri și povești în presa evreiască din Uruguay.
A fost autor al unei cărți pentru copii קלײנװאַרג: קינדער-דערצײלונגען' („Copii: povești pentru copii”, Buenos Aires, 1945). Cartea a fost tipărită în ortografia adoptată în URSS cu notația fonetică a ebraismelor. 
A fost căsătorit cu Anita Catovsky, și a avut doi fii: Héctor Catovsky (1949-1977?), arestat la 3 iunie 1977 și dat dispărut în timpul juntei militare, și Daniel Catovsky (n. 1937), oncolog și biolog molecular britanic, profesor de hematologie la Institutul de cercetare a cancerului din Londra, președinte al Societății britanice pentru hematologie, specialist în domeniul leucemiei..